# 749. pehotni polk (Wehrmacht)
Za druge 749. polke glejte 749. polk.
749. pehotni polk (izvirno nemško Infanterie-Regiment 749) je bil eden izmed pehotnih polkov v sestavi redne nemške kopenske vojske med drugo svetovno vojno.

## Zgodovina
Polk je bil ustanovljen 11. aprila 1941 kot polk 15. vala na področju WK XVII; polk je bil dodeljen 717. pehotni diviziji.
15. oktobra 1942 je bil polk preimenovan v 749. grenadirski polk.